# M1299自走砲
M1299自走砲是貝宜系统於2019年根據美國增程火砲(ERCA)計劃開發的155毫米自行榴彈砲。 此款自走砲是基於M109A7榴彈砲改進而來，主要是為了提高M109的有效射程而設計的。

## 歷史
增程火砲計劃旨在生產一種自行榴彈砲系統，與現有的M109A7自走砲相比，射程和射速都有所提高，以因應俄羅斯和中國的火炮系統的發展，上述國家的火炮系統射程已經超越美國現有火炮系統，故進行新型車輛研發。
在2018年進行的測試中，M777榴彈砲通過使用更高能量的推進劑和火箭助推彈，能夠將射程擴大一倍；並擊中60公里（37英里）以外的目標。 利用相同的原理，開發了增程加農炮。  貝宜系统在2019年獲得了一份價值4500萬美元的合同，將ERCA的火砲整合到M109底盤中，該底盤在當年的美國陸軍協會上亮相。
通過使用更長的砲管（58口徑）以及使用XM1113火箭助推砲彈，可以提高射程和精度。2020年，ERCA成功擊中了69公里（43英里）外的目標，這是M777使用同一種砲彈達到的射程的兩倍多。   
美國陸軍表示，該榴彈砲計劃於2021年完成，並於2023年進行作戰評估，但目前很難實現這一評估目標。 預計2025年將配備自動裝彈機，射速從每分鐘3發增加到10發。
2024年，美軍宣佈取消開發M1299自走砲。

## 設計

### 武器系统

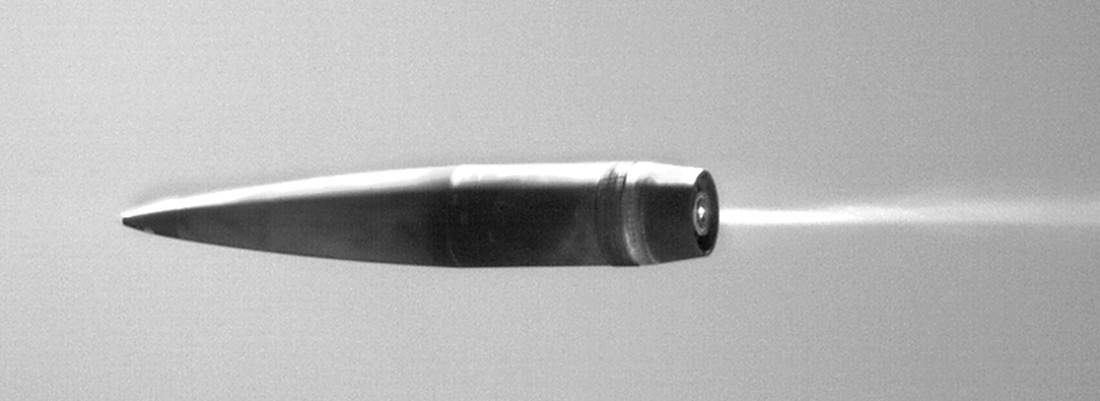
射程演示中展示的 XM1113 增程火砲使用火箭助推砲彈

M1299配備新型155mm L/58口徑長、9.1米槍管XM907砲管，由貝內特實驗室設計，可發射XM1113火箭助推彈。這將使射程超過70公里，遠大於 M109A7的38公里（24 英里）。安裝自動裝彈機後的射速可達每分鐘10發。自動裝彈機最初計劃攜帶31發子彈，並於2024年投入使用。按照設計，它對於車輛來說太大了，因此將其減少到23發子彈容量，以改善重量、重心和“機載殺傷”。 
2022年12月，XM907E2大砲發射了XM1155次口徑射彈，射程為110公里（68英里）。這種砲彈可用於打擊遠程目標，而以前需要使用更昂貴的導彈。 